# Лесинг (награда - Саксония)
Вижте пояснителната страница за други значения на Лесинг.
Културната награда „Лесинг“ (на немски: Lessing-Preis des Freistaates Sachsen) е учредена през 1993 г. от правителството на Саксония и се присъжда на всеки две години. Състои се от главна награда за „изтъкнати постижения в духа на Лесинг, предимно в областта на литературата, литературната критика и театъра“. Наградата възлиза на 13 000 €.
Допълнително се присъждат две поощрителни награди, които трябва да дадат обществено признание и да насърчат „многообещаващи таланти“ в тази област. Поощрителните награди са в размер на 5000 €.
По правило наградите се раздават от министър-председателя на провинцията на 21 януари, в навечерието на рождения ден на Лесинг (22 януари 1729 г.), в рамките на организираните от Музея Лесинг тържества в родния град на писателя Каменц.

## Носители на наградата (подбор)
- Волфганг Хилбиг (1997)
- Марсел Байер (1999) (поощрение)
- Барбара Кьолер (2001) (поощрение)
- Ханс Йоахим Шедлих (2003)
- Клеменс Майер (2007) (поощрение)
- Кито Лоренц (2009), Улрике Алмут Зандиг, Дирк Лауке (поощрение)
- Моника Марон (2011)
- Юдит Шалански (2013) (поощрение)
- Курт Драверт (2017)